# ОШ Пера Мачкатовац Бело Поље
ОШ „Пера Мачкатовац” у Белом Пољу, једна је од установа основног образовања на територији општине Сурдулица.
Школа носи име Томе Ивановића, народног хероја из Другог светског рата, познатијег као Пера Мачкатовац.